# Felice Venosta
Felice Venosta (1828 – 4 maggio 1889) è stato uno scrittore italiano, nato da famiglia valtellinese.

## Biografia
A vent'anni nel 1848 partecipò alle Cinque giornate di Milano; poi alla guerra d’indipendenza, militando nella Divisione lombarda. Successivamente fu protagonista di numerose iniziative dell'indipendenza e unità d'Italia e in aperta ostilità al governo austriaco.
Dal 1862 iniziò un'opera di divulgazione sui protagonisti e i martiri della lotta per l'indipendenza italiana alla quale dedicò la maggior parte della propria attività. 
La fortuna di questo lavoro lo convinse a continuare nell'opera, non sempre del tutto originale e con una certa disinvoltura nell'utilizzo delle fonti, prevalentemente in collaborazione con l'editore Barbini di Milano.
La passione per il romanzo storico lo portò anche ad essere traduttore di Angelo Pitou di Alexandre Dumas (padre). Notabile anche la sua raccolta di massime di Alessandro Manzoni con l'aggiunta di aneddoti sulla vita del Manzoni stesso.

## Elenco opere
- Balilla o la cacciata degli austriaci da Genova (1746)
- Narrazione storica di Felice Venosta
- Carlo Pisacane e Giovanni Nicotera o La spedizione di Sapri
- Elena di Campireali Abbadessa di Castro
- Felice Orsini
- Il martirio di Brescia
- Narrazione documentata
- I toscani a Curtatone e a Montanara
- Milano e le sue vie, studi storici
- Come i legati del pontefice reprimevano il brigantaggio: documenti storici (Milano, 1863)

## Fonti
- Egidio Pedrotti, Raccolta di studi storici sulla Valtellina.